# Carrefour de Beauté
Le carrefour de Beauté est un rond-point giratoire située en bordure du bois de Vincennes, en France.

## Situation et accès
Ce carrefour est le point de convergence de l'avenue de la Belle-Gabrielle, de l'avenue de Joinville à Nogent-sur-Marne et de la route de la Ferme, et est traversé par l'avenue du Tremblay.

## Historique

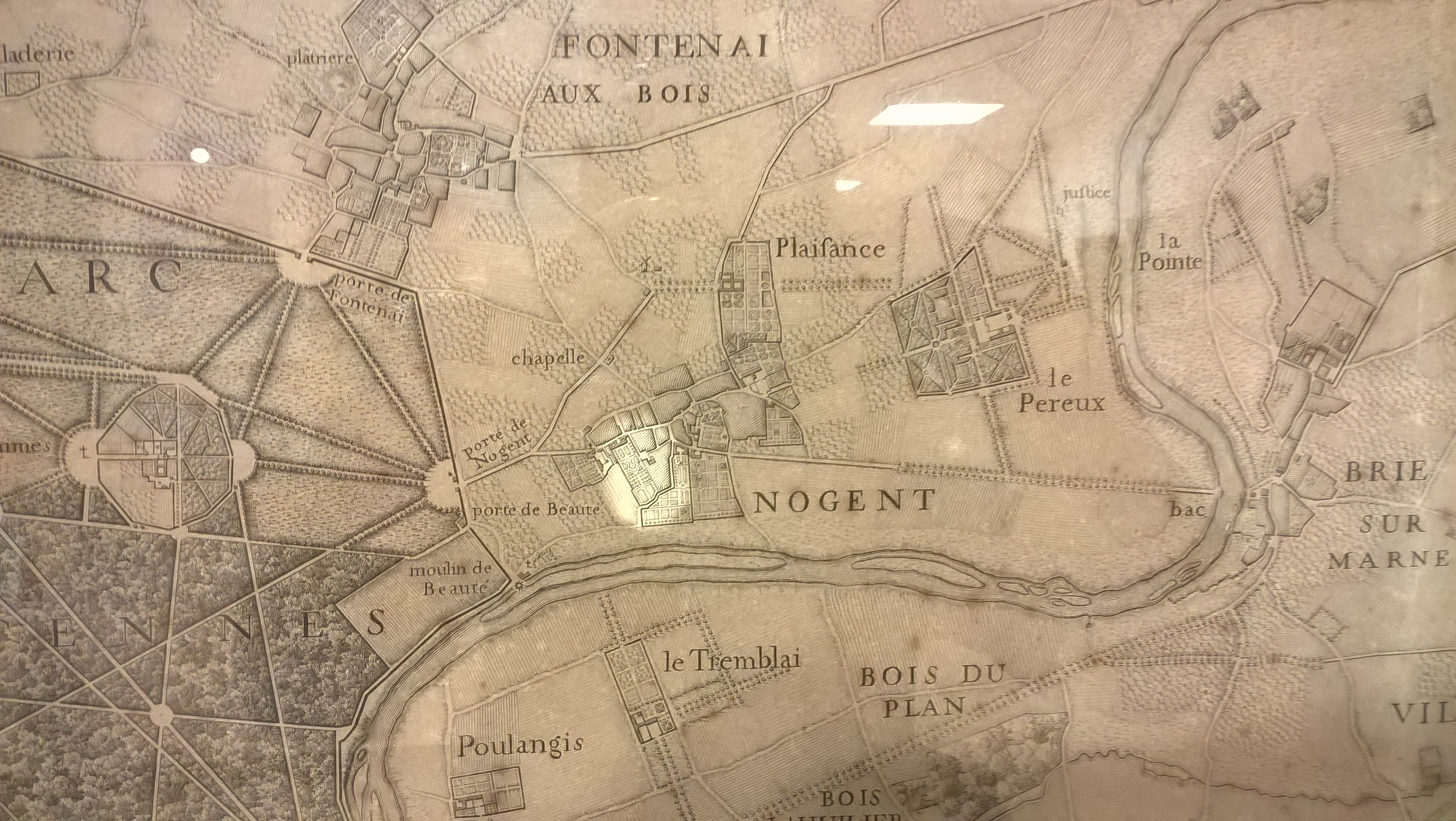
Carte de l'abbé Jean Delagrive en 1731, figurant Plaisance et Beauté.

L'abbé Lebeuf, dans l'Histoire de la ville et de tout le diocèse de Paris, mentionne une charte datée de Beauté-sur-Marne, le 14 octobre 1477, où le roi Charles V cédait à Philippe de Mézières une maison qu'il possédait près du pont de Charenton.
Ce carrefour était au croisement de voies forestières du réseau tracé de 1731 à 1739 sur le projet de Robert de Cotte à l'intérieur du bois de Vincennes.
Le carrefour de Beauté se trouva par la suite sur le territoire de Nogent-sur-Marne. Sur le plan de l'abbé Jean Delagrive réalisé en 1731, on peut voir à cet emplacement le moulin de Beauté et la porte de Beauté qui accède au bois de Vincennes enclos par une enceinte. À cet endroit se trouvait aussi le château de Beauté.
Il est appelé Rond de Beauté en 1832, nom qui fait allusion au château de Beauté, construit par le roi Charles V.
Ce carrefour a été annexé à Paris par le décret du 18 avril 1929.
En 2007, il est réaménagé et transformé en rond-point,.

## Bâtiments remarquables et lieux de mémoire
- Bois de Vincennes.
- Château de Beauté, localisé à l'orée du bois de Vincennes, construit ou réhabilité au lieu-dit de Beauté en 1375.